# أولاد احدود (بني بويعلة)
أولاد احدود هو دُوَّار يقع بجماعة تافوغالت، إقليم بركان، جهة الشرق في المملكة المغربية. ينتمي الدوّار لمشيخة بني بويعلة التي تضم 7 دواوير. يقدر عدد سكانه بـ 3 نسمة حسب الإحصاء الرسمي للسكان والسكنى لسنة 2004.

## روابط خارجية
- البوابة الوطنية للجماعات الترابية
- المندوبية السامية للتخطيط